# Cortagne
Cortagne war ein spanisches Volumenmaß und fand Anwendung in Katalonien und Argentinien.
Das Verhältnis von Cortagne und Pipa war unterschiedlich. In Argentinien war das Maß kleiner als in Katalonien.
- 1 Cortagne (katalan.) = 1/16 Carga = 7 1/8 Liter = 7,125 Liter

Die Maßkette war:
- 1 Pipa = 4 Cargas/Fuder = 64 Cortagnes = 192 Frasco = 456 Liter